# Vincenzo Virga
Vincenzo Virga (* 11. September 1936 in Trapani, Sizilien, Italien) ist ein mächtiger sizilianischer Mafioso. Er ist seit 1982 der Boss der Familie von Trapani.

## Leben
Vincenzo Virga war in den 1970er Jahren eine der subalternen Kräfte der Mafia-Familie von Trapani. Ab Mitte des Jahrzehnts wurde die Spaltung der Cosa Nostra in zwei rivalisierende Fraktionen deutlich. Auf der einen Seite stand das bis dahin dominierende Bündnis um Stefano Bontade, Gaetano Badalamenti und Salvatore Inzerillo, auf der anderen Seite befanden sich die aufstrebenden Corleonesi, geführt von Salvatore Riina und Bernardo Provenzano. Der Boss der Familie von Trapani, Salvatore Minore, war eng mit Stefano Bontade verbündet. Sein Untergebener Vincenzo Virga schloss sich allerdings wie viele andere Mafiosi heimlich den Corleonesi an. 1981 brach der Zweite Mafiakrieg aus, in dem die Corleonesi ihre Gegner in einem Blutbad auslöschten. 1982 wurde auch Minore mit seinen ihm treuen Anhängern ermordet. Vincenzo Virga wurde von den Corleonesi zum neuen Regenten der Familie ernannt.
Nach der Festnahme Riinas 1993 wurde Provenzano neuer „Boss der Bosse“. Er berief anstelle der regulären Kommission, deren Mitglieder zumeist im Gefängnis saßen, ein Führungskollegium von sieben Bossen, mit dem er die Cosa Nostra leitete. Virga, der einer der wichtigsten Geldwäscher der Cosa Nostra war, gehörte diesem Kollegium an. Nach jahrelanger Flucht wurde er im Februar 2001 in einem Bauernhaus nahe Trapani festgenommen. Seither befindet er sich in Haft.